# Bayawan
Bayawan è una città componente delle Filippine, situata nella Provincia di Negros Oriental, nella Regione di Visayas Centrale.
Bayawan è formata da 28 baranggay:
- Ali-is
- Banaybanay
- Banga
- Boyco
- Bugay
- Cansumalig
- Dawis
- Kalamtukan
- Kalumboyan
- Malabugas
- Mandu-ao
- Maninihon
- Minaba
- Nangka

- Narra
- Pagatban
- Poblacion
- San Isidro
- San Jose
- San Miguel
- San Roque
- Suba (Pob.)
- Tabuan
- Tayawan
- Tinago (Pob.)
- Ubos (Pob.)
- Villareal
- Villasol (Bato)